# Ultrassom

Níveis de frequências e suas aplicações.

Ultrassom é uma faixa de som com uma frequência sonora superior àquela que o ouvido do ser humano com uma audição regular pode perceber, aproximadamente 20 000 Hz. Dispositivos ultrassônicos operam de 20 kHz até vários gigahertz.
O ultrassom é usado em diversos campos. Dispositivos ultrassônicos são usados para detectar objetos e medir distâncias. Ultrassonografia é usada tanto em medicina veterinária quanto em medicina humana. Em testes não destrutíveis, o ultrassom é usado para detectar falhas em produtos e estruturas. Industrialmente, o ultrassom é usado para limpar, misturar e acelerar processos químicos.
Um som é caracterizado por vibrações (variação de pressão) no ar. O ser humano normal médio consegue distinguir, ou ouvir, sons na faixa de frequência que se estende de 20 Hz a 20 000 Hz aproximadamente. Acima deste intervalo, os sinais são conhecidos como ultrassons, e abaixo dele como infrassons.

## Percepção em Homens e Animais

### Homens
O limite superior de frequência que o ouvido humano consegue perceber é de aproximadamente 20 kHz. A audição ultrassônica pode ocorrer se o som é direcionado diretamente para o crânio humano e atinge a cóclea através da condução óssea, sem passar através da orelha média.
Crianças podem escutar sons em frequências maiores que os adultos porque a percepção de sons a frequências maiores tende a decrescer com a idade.

### Animais

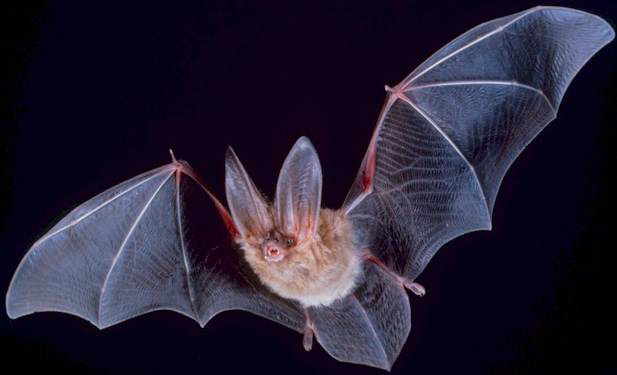
Morcegos usam ultrassom para se localizar no escuro.

Morcegos utilizam uma faixa de ultrassom para detectar presas. Eles podem detectar frequências entre 100 kHz até, possivelmente, 200 kHz.
Muitos insetos têm uma boa audição ultrassônica e a maior parte deles tem hábitos noturnos e utiliza a técnica da ecolocalização dos morcegos. Entre esses insetos, estão incluídos grupos de mariposas, besouros e louva-a-deus.

## Emissão
O emissor de som, em aparelhos de som, é o alto-falante. Um cone de papelão movido por uma bobina imersa em um campo magnético, produzido por um eletroímã. Este cone pode "vibrar" a frequências de áudio e, com isto, impulsionar o ar, promovendo ondas de pressão que, ao atingirem o ouvido humano, são interpretados como sons audíveis. Porém, à medida que a frequência das vibrações aumenta, a amplitude das vibrações vai se reduzindo. Para gerar sons de alta-frequência e ultrassons, geralmente são utilizados transdutores ultrassônicos como cerâmicas ou cristais, que estão sujeitos ao efeito piezoelétrico, os quais produzem oscilações mecânicas em resposta a impulsos elétricos.

### Efeito piezoelétrico
O efeito piezoelétrico é a capacidade de deformação de certos materiais a partir da aplicação de um campo elétrico. Com aplicação de pressão esses materiais também são geradores de campo elétrico.
Exemplos de materiais piezoelétricos são o quartzo e a turmalina. Conforme a espessura do cristal, a sua frequência natural de vibração muda, gerando, assim, sons de frequências diferentes.

## Aplicações

### Aplicações Biomédicas
O ultrassom também tem aplicações terapêuticas que podem ser altamente benéficas se usado com precaução. Potências de ultrassom relativamente altas podem desmanchar depósitos de pedras e tecidos, acelerar o efeito de drogas em uma área alvo, auxiliar na medição das propriedades elásticas do tecido, e pode ser utilizado para classificar células e pequenas partículas para pesquisas.

### Tratamento por Impacto Ultrassônico
Usa ultrassom para aumentar as propriedades físicas e mecânicas dos metais. Tratamento ultrassônico pode resultar em controle residual do stress compressivo, redução e refinamento de grão, além de redução da fadiga.
O processo é muito utilizado em tratamento pós-soldagens para aumentar a resistência à fadiga dos cordões de solda, possibilitando, assim, o uso de aços de alta resistência em aplicações onde se tem solicitação cíclica.

### Desintegração Ultrassônica
Similar à limpeza por cavitação, células biológicas incluindo bactérias, podem ser desintegradas. A alta potência do ultrassom produz cavitação, que facilita a desintegração de partículas ou reações. Isso tem sido usado para matar bactérias no esgoto. Também vem sendo usado para desintegrar pasta de milho e aumentar a liquefação e sacarificação para a produção do etanol.

### Solda Ultrassônica
Para se unir plásticos, é usado uma frequência de 15 kHz a 40 kHz, com baixa amplitude de vibração, capaz de criar fricção entre os materiais a serem unidos.
Geralmente, a unidade de Solda por Ultrassom é composta por dois componentes básicos, o primeiro é a fonte de energia que transforma a frequência da energia recebida de 60 Hz para geralmente 20 kHz. O segundo é o conversor responsável por converter a energia elétrica em movimento mecânico e aplicá-lo na peça a ser soldada através do sonotrodo, o qual é desenhado para a peça a ser soldada.

### Ultrassom a laser
Técnica de ultrassom a laser não requer contato com o corpo para ver dentro de um paciente. O método utiliza um sistema de laser que protege os olhos e a pele para remotamente imaginar o interior de uma pessoa. As imagens produzidas usando lasers remotos, focadas em um paciente a meio metro de distância, são comparáveis ao ultrassom convencional.

## Usos na medicina

Imagem de feto com 12 semanas, obtidas por ultrassonografia.

- Ultrassonografia
- Ultrassom terapêutico
- Ecografia